# Mesocyclops cokeri
Mesocyclops cokeri is een eenoogkreeftjessoort uit de familie van de Cyclopidae. De wetenschappelijke naam van de soort is voor het eerst geldig gepubliceerd in 1987 door Najam-un-Nisa, Mahoon & Irfan Khan.